# Grand Lodge of Ireland
De Grand Lodge of Ireland (G.L.I.) ofwel de Grootloge van Ierland is een reguliere obediëntie (koepelorganisatie van vrijmetselaarsloges) in Ierland die uitsluitend toegankelijk is voor mannen. Zij werd opgericht  in 1725 en is daarmee de op een na oudste obediëntie ter wereld, na de United Grand Lodge of England. 
De Grand Lodge of Ireland vormt samen met de United Grand Lodge of England en de Grand Lodge of Scotland de zogeheten 'Home Grand Lodges', de oudste grootloges ter wereld met veel aanzien. De Reguliere Grootloge van België, het Grootoosten der Nederlanden en de Grand Lodge of Ireland onderhouden vriendschappelijke verhoudingen met elkaar.
De hoofdzetel van de Grand Lodge of Ireland bevindt zich in Freemasons' Hall, Molesworth Street in Dublin. In totaal kent de Grand Lodge of Ireland ca. 700 loges, verspreid over vrijwel alle werelddelen.

## Structuur
Zowel binnen als buiten Ierland zijn de loges die onder de jurisdictie van de Grand Lodge vallen gegroepeerd in Provincial Grand Lodges, waarbij de Metropolitan Area of Dublin een speciale positie inneemt. Anno 2025 heeft de Grand Lodge of Ireland in Ierland jurisdictie over de Metropolitan Area of Dublin en dertien Provincial Grand Lodges. In het buitenland kent zij nog eens elf Provincial Lodges en enkele individuele loges. 

## Rites en graden
Binnen de loges van de Grand Lodge of Scotland worden de basisgraden van leerling, gezel en meester verleend. De rituele basis hiervoor wordt gevormd door de Irish Rite, welke specifiek is voor de Ierse vrijmetselarij.
Onder het toezicht van de Grand Lodge of Ireland vallen ook enkele vervolpaden:
- The Supreme Grand Royal Arch Chapter of Ireland
- The Grand Council of Knight Masons
- The Great Priory of Ireland
- The Supreme Council of the Ancient and Accepted Rite for Ireland, wat de toepassing overziet van de Aloude en Aangenomen Schotse ritus in Ierland.